# Banconote in euro

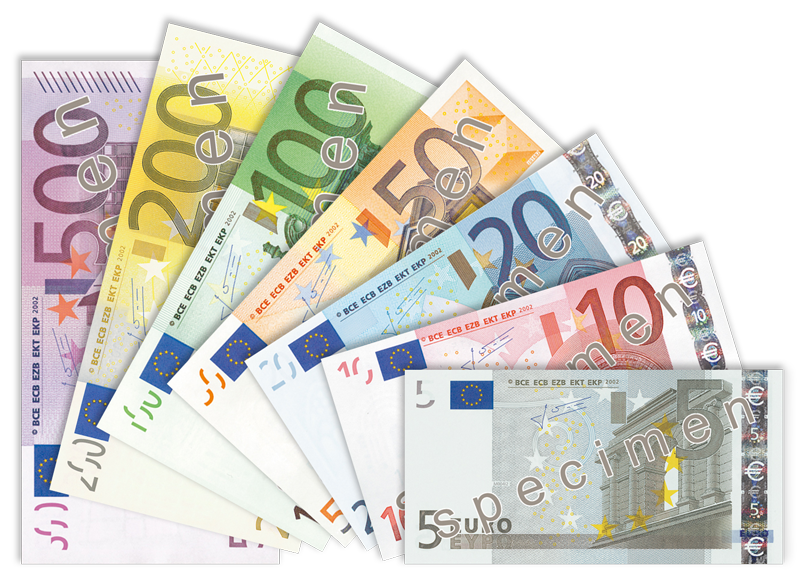
Banconote euro della prima serie

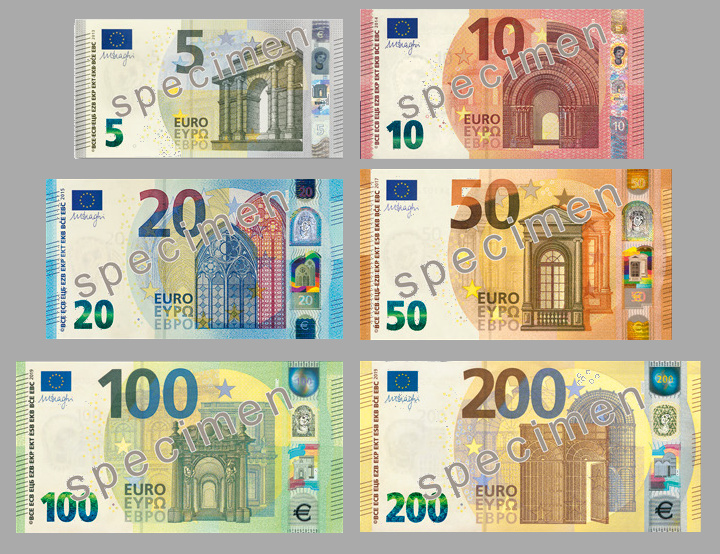
Banconote euro della seconda serie

Le banconote in euro, in circolazione nella zona euro dal 1º gennaio 2002, sono disponibili in sette tagli; a differenza delle monete euro, caratterizzate da una faccia che varia nei diversi stati europei, le banconote sono caratterizzate da un aspetto grafico uniforme in tutti i Paesi membri dell'Unione, secondo le direttive della Banca centrale europea.
Ciascuno dei sette differenti tagli presenta un colore e dimensioni distintive. Il disegno delle banconote ha come tema comune l'architettura europea in vari periodi storici; il fronte rappresenta finestre o passaggi, mentre sul retro sono presenti dei ponti, scelti come simbolo di collegamento tra gli stati. È stata posta particolare cura nel far sì che gli esempi architettonici riprodotti non rassomiglino ad alcun monumento esistente, allo scopo di non creare controversie relative alla scelta di rappresentare monumenti specifici a discapito di altri. Le 12 stelle dell'Unione europea sono integrate in ogni banconota, su disegno dell'artista austriaco Robert Kalina. Nel 2002, quando entrò in vigore l'euro, la banconota più stampata fu quella da 20 € (3 406 000 000 pezzi, ovvero 68 120 000 000 €).
Dal 2 maggio 2013, con l'entrata in circolazione della nuova banconota da 5 euro, sono gradualmente introdotte nuove banconote (serie Europa) che presentano un restyling grafico, volto anche all'esigenza di migliorarne le caratteristiche di sicurezza.
Secondo l'articolo 128 del Trattato sul funzionamento dell'Unione europea, la Banca centrale europea ha il diritto esclusivo di autorizzare l'emissione di banconote euro all'interno dell'Unione. Gli Stati membri possono coniare monete metalliche in euro con l'approvazione della Banca centrale europea per quanto riguarda il volume del conio.

## Serie

### Prima serie (dal 2002)
La prima serie di banconote è entrata in uso il 1º gennaio 2002, negli allora 12 paesi che adottarono la moneta unica. Dal 2007 al 2015 altri 7 paesi hanno adottato l'euro.
Comuni a tutte le banconote della prima serie sono la bandiera dell'Unione europea, le iniziali della Banca centrale europea in 5 versioni (BCE, ECB, EZB, ΕΚΤ, EKP), una mappa geografica dell'Europa sul retro, il nome "euro" in alfabeto latino e greco e il millesimo "2002" (indipendentemente dall'anno di stampa), oltre alla firma del Presidente della Banca centrale europea.
| Immagine | Immagine | Valore | Dimensioni (in millimetri) | Colore | Colore    | Disegno          | Disegno            | Posizione del codice di stampa |
| Fronte | Retro    | Valore | Dimensioni (in millimetri) | Colore | Colore    | Architettura     | Periodo            | Posizione del codice di stampa |
| --- | -------- | ------ | -------------------------- | ------ | --------- | ---------------- | ------------------ | ------------------------------ |
| |          | 5 €    | 120 × 62                   |        | Grigio    | Classica         | prima del V secolo | bordo sinistro del disegno     |
| |          | 10 €   | 127 × 67                   |        | Rosso     | Romanica         | XI-XII secolo      | stella a ore 8                 |
| |          | 20 €   | 133 × 72                   |        | Blu       | Gotica           | XIII-XIV secolo    | stella a ore 9                 |
| |          | 50 €   | 140 × 77                   |        | Arancione | Rinascimentale   | XV-XVI secolo      | bordo destro del disegno       |
| |          | 100 €  | 147 × 82                   |        | Verde     | Barocca e Rococò | XVII-XVIII secolo  | a destra della stella a ore 9  |
| |          | 200 €  | 153 × 82                   |        | Giallo    | Art Nouveau      | XIX-XX secolo      | sopra la stella a ore 7        |
| |          | 500 €  | 160 × 82                   |        | Viola     | Contemporanea    | XX-XXI secolo      | stella a ore 9                 |
| Queste immagini sono scalate a 0,7 pixel per millimetro, uno standard di Wikipedia per le banconote mondiali. Per altre informazioni vedi tabella con le specifiche delle banconote. |          |        |                            |        |           |                  |                    |                                |

### Seconda serie (dal 2013)
A partire dal 2013, la Banca Centrale Europea ha deciso di sostituire le banconote della prima serie con nuove banconote al fine di migliorarne le caratteristiche di sicurezza. La cartamoneta, infatti, oltre a presentare un restyling grafico, è anche dotata di maggiori dettagli contro la contraffazione. Il nuovo tema è stato elaborato da Reinhold Gerstetter, un bozzettista indipendente che opera a Berlino.
La novità grafica di maggior rilievo è la presenza, nell'ologramma e nella filigrana delle nuove banconote, del ritratto della principessa Europa, figura della mitologia greca, da cui il nome di serie Europa. Tale ritratto è stato ricavato da un cratere greco conservato presso il museo del Louvre. Il tema architettonico e il colore delle banconote restano gli stessi della prima serie.
I bozzetti della nuova banconota da 5 euro sono stati presentati il 10 gennaio 2013, in occasione di una cerimonia tenutasi presso il Museo archeologico di Francoforte sul Meno, dal presidente della BCE Mario Draghi. Essa è entrata in circolazione il 2 maggio dello stesso anno. La banconota dello stesso taglio della prima serie continuerà a circolare parallelamente alla nuova; sarà ritirata gradualmente e avrà corso legale sino a data da stabilirsi.
Il nuovo disegno della banconota da 10 euro è stato presentato il 13 gennaio 2014 da Yves Mersch, mentre i nuovi biglietti sono entrati in circolazione il 23 settembre dello stesso anno.
La nuova banconota da 20 euro è stata presentata il 24 febbraio 2015 nella nuova sede della BCE a Francoforte sul Meno da Mario Draghi, ed è entrata in circolazione il 25 novembre dello stesso anno. La nuova banconota da 50 euro è stata presentata il 5 luglio 2016 e la sua entrata in circolazione è avvenuta il 4 aprile 2017 come da programma, mentre il 17 settembre del 2018 sono stati presentati i tagli da 100 e 200 euro entrati in circolazione il 28 maggio 2019. Non è stata prodotta la nuova banconota da 500 euro in seguito alla decisione della BCE, presa il 4 maggio 2016, di rinunciare al suo mantenimento; l'emissione dei biglietti di questo taglio è stata interrotta il 27 gennaio 2019.
I tre tagli più piccoli della nuova serie di banconote recano le iniziali della Banca Centrale Europea in 9 versioni (BCE, ECB, ЕЦБ, EZB, EKP, EKT, EKB, BĊE, EBC) corrispondenti a 23 lingue, contro le 5 della prima serie. La nuova banconota da 50 euro è la prima ad avere le iniziali della BCE in 10 versioni, con l'aggiunta delle iniziali in croato (ESB), rappresentando così tutte le 24 lingue ufficiali dell'Unione. La scritta euro è presente anche in alfabeto cirillico per il sopraggiunto ingresso della Bulgaria nell'Unione. Resta ferma la presenza sul retro della mappa geografica dell'Europa includendo anche Malta e Cipro – che non comparivano nella prima serie in quanto entrati nell'Unione alcuni anni dopo la sua creazione. Infine la firma del Presidente della Banca centrale europea è stata spostata sotto la bandiera Europea e il millesimo "2002", comune a tutte le banconote della prima serie, viene sostituito con il millesimo dell'anno di prima emissione della singola banconota ("2013" per la banconota da 5 euro, "2014" per quella da 10, "2015" per quella da 20, "2017" per quella da 50 euro e "2019" per quelle da 100 e 200 euro).
| Immagine | Immagine | Valore | Dimensioni (in millimetri) | Colore | Colore    | Disegno          | Disegno            | Posizione del codice di stampa                            | Entrata in circolazione |
| Fronte | Retro    | Valore | Dimensioni (in millimetri) | Colore | Colore    | Architettura     | Periodo            | Posizione del codice di stampa                            | Entrata in circolazione |
| --- | -------- | ------ | -------------------------- | ------ | --------- | ---------------- | ------------------ | --------------------------------------------------------- | ----------------------- |
| |          | 5 €    | 120 × 62                   |        | Grigio    | Classica         | prima del V secolo | bordo in alto a destra del disegno (scritto in verticale) | 2 maggio 2013           |
| |          | 10 €   | 127 × 67                   |        | Rosso     | Romanica         | XI-XII secolo      | bordo in alto a destra del disegno (scritto in verticale) | 23 settembre 2014       |
| |          | 20 €   | 133 × 72                   |        | Blu       | Gotica           | XIII-XIV secolo    | bordo in alto a destra del disegno (scritto in verticale) | 25 novembre 2015        |
| |          | 50 €   | 140 × 77                   |        | Arancione | Rinascimentale   | XV-XVI secolo      | bordo in alto a destra del disegno (scritto in verticale) | 4 aprile 2017           |
| |          | 100 €  | 147 × 77                   |        | Verde     | Barocca e Rococò | XVII-XVIII secolo  | bordo in alto a destra del disegno (scritto in verticale) | 28 maggio 2019          |
| |          | 200 €  | 153 × 77                   |        | Giallo    | Art Nouveau      | XIX-XX secolo      | bordo in alto a destra del disegno (scritto in verticale) | 28 maggio 2019          |
| Queste immagini sono scalate a 0,7 pixel per millimetro, uno standard di Wikipedia per le banconote mondiali. Per altre informazioni vedi tabella con le specifiche delle banconote. |          |        |                            |        |           |                  |                    |                                                           |                         |

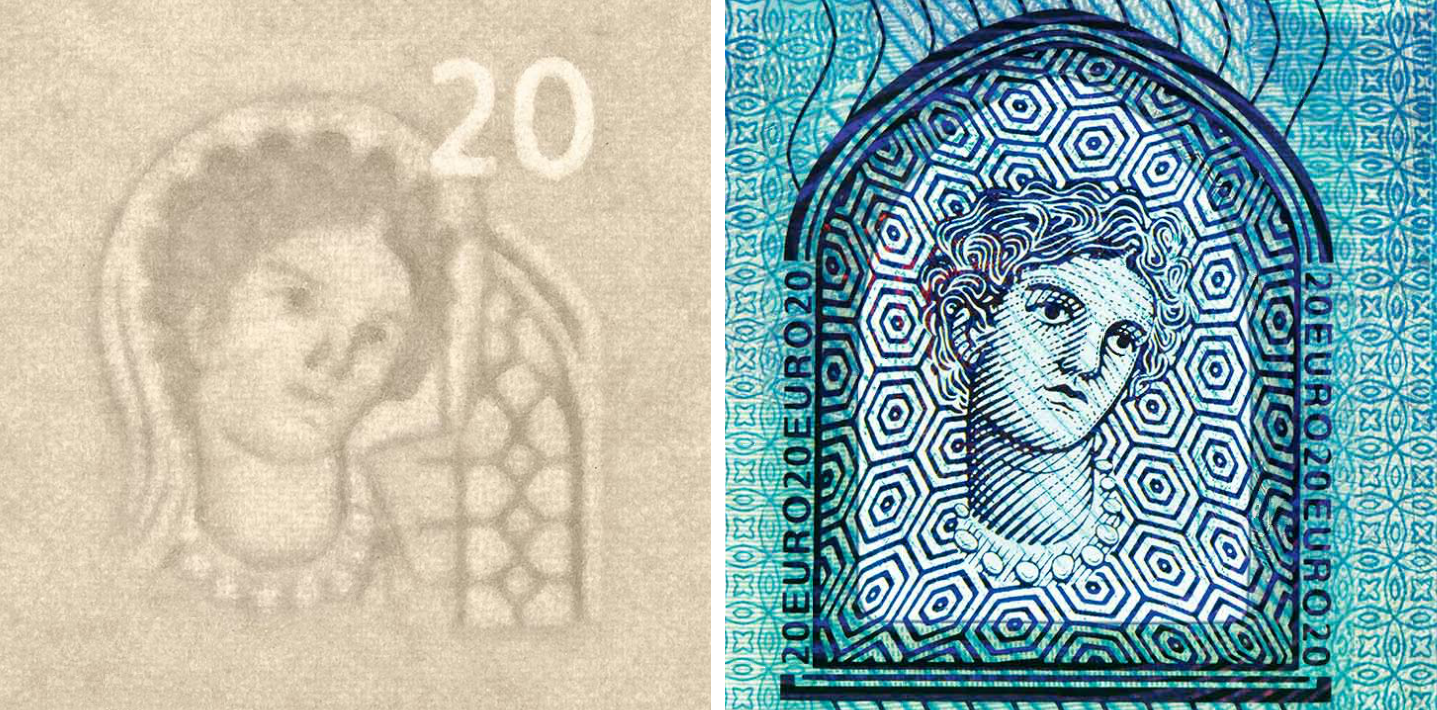
Alcune caratteristiche di sicurezza della nuova banconota da 20 euro

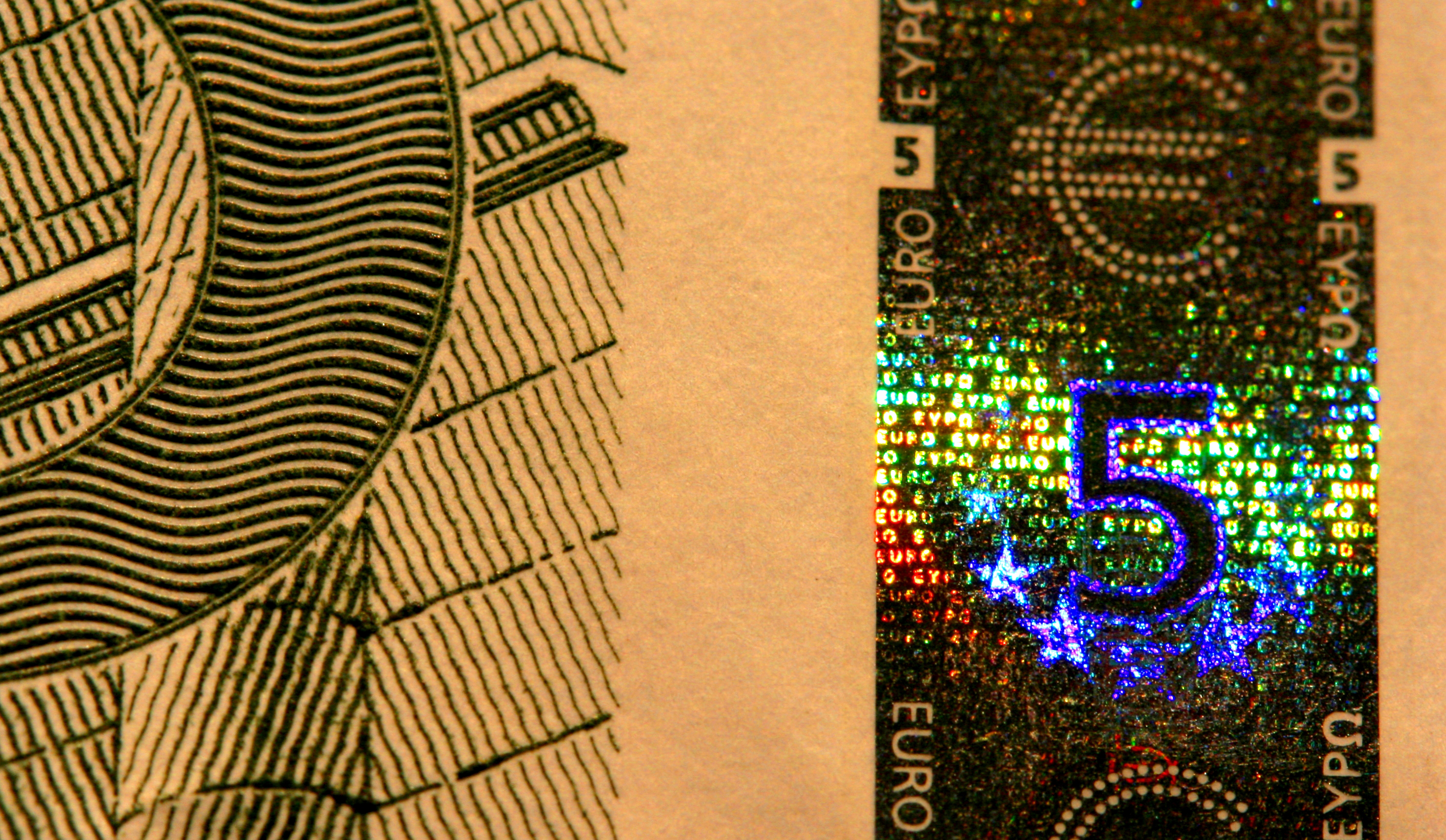
Banda olografica della banconota da 5 euro della prima serie

La Banca centrale europea ha descritto solo alcune delle più evidenti caratteristiche di sicurezza presenti nelle banconote, consentendo al pubblico di individuare facilmente le banconote autentiche da quelle false. Tuttavia, in termini di sicurezza, la lista completa di queste caratteristiche è coperta da segreto.
Le moderne fotocopiatrici e gli scanner non possono riprodurre la banconota completa così com'è, ingrandiranno solo una parte della banconota e anche alcuni programmi di photo editing come Photoshop impediscono l'apertura di un file ritraente una banconota. Inoltre la carta usata per fabbricare le banconote euro è fatta al 100% in pura fibra di cotone, che conferisce alla cartamoneta una lunga resistenza e una forte consistenza, riconoscibile anche al tatto.

### Terza serie
A dicembre 2021 la Banca Centrale Europea ha annunciato un progetto pluriennale di ridisegno di tutte le banconote euro, che per la prima volta cambieranno tema. Un gruppo di esperti provenienti da ogni Paese membro dell'Unione Europea ha condotto un ampio studio per identificare una serie di possibili nuovi temi. Un sondaggio pubblico tenuto sul sito della BCE nell'estate 2023 ha determinato la selezione di due temi preferiti: "Cultura europea" e "Fiumi e uccelli". Il 31 gennaio 2025 la commissione di lavoro ha identificato i motivi e le principali linee guida grafiche delle banconote:
| Banconota | Fronte               | Retro |
| --------- | -------------------- | --- |
| 5 €       | Maria Callas         | Artisti di strada (musica/danza/teatro) intrattengono i passanti                                                                           |
| 10 €      | Ludwig van Beethoven | Festival musicale con un coro di bambini e giovani adulti                                                                                  |
| 20 €      | Marie Curie          | Contesto scolastico o universitario con una insegnante e giovani allievi; libri e quaderni disposti sui banchi                             |
| 50 €      | Miguel de Cervantes  | Biblioteca con adulti che leggono libri in versione cartacea o digitale; un bimbo e una bimba cercano di prendere un libro da uno scaffale |
| 100 €     | Leonardo da Vinci    | Adulti e bambini ammirano esempi di arte urbana, arte contemporanea ecc.                                                                   |
| 200 €     | Bertha von Suttner   | Un piazzale alberato come luogo di incontro, con adulti e bambini che parlano, passeggiano, giocano ecc.                                   |

| Banconota | Fronte | Retro                                             |
| --------- | --- | ------------------------------------------------- |
| 5 €       | Sorgente montana Picchio muraiolo e paesaggio montano                                                                                        | Parlamento europeo                                |
| 10 €      | Cascata Martin pescatore in prossimità di una cascata o di una pozza di acqua corrente                                                       | Commissione europea                               |
| 20 €      | Valle fluviale confinata Colonia di gruccioni su parete di sabbia a lato di una grande valle fluviale confinata, lungo la sponda di un fiume | Banca centrale europea                            |
| 50 €      | Fiume serpeggiante Cicogna bianca sorvola le anse di un fiume in una valle fluviale non confinata                                            | Corte di giustizia dell'Unione europea            |
| 100 €     | Foce fluviale Avocetta perlustra la superficie di una pianura fangosa                                                                        | Consiglio europeo e Consiglio dell'Unione europea |
| 200 €     | Paesaggio marino Sula bassana sorvola alte onde oceaniche                                                                                    | Corte dei conti europea                           |

Nel 2025 la BCE indirà un concorso grafico al quale potranno partecipare bozzettisti provenienti da tutta l'Unione europea. Dopo una preselezione, è previsto che nel 2026 un nuovo sondaggio popolare porti all'individuazione del design definitivo. In seguito verranno decisi i tempi di adozione delle nuove banconote, che entreranno in circolazione dopo qualche anno.

## Caratteristiche generali

### Ologrammi
Le banconote da 5, 10 e 20 euro presentano una banda olografica sul lato destro della faccia frontale. Questa banda viene stampata con il valore nominale della banconota ripetuto più volte (ad es. "5 € 5 € 5 €..." sulla banconota da 5 euro). Sulla banda olografica delle nuove banconote è rappresentato il volto della figura mitologica di Europa. Per i tagli maggiori (da 50 a 500 euro), al posto della banda viene impressa una placchetta olografica.

### Striscia iridescente
Al centro del retro delle banconote da 5, 10 e 20 euro è impressa una striscia iridescente che riporta il valore nominale della banconota ripetuto più volte. Tale striscia è visibile inclinando la banconota sotto una fonte luminosa.

### Inchiostro cangiante

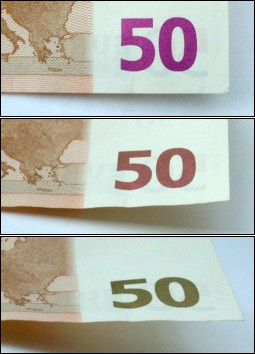
Cifre scritte con inchiostro cangiante su una banconota da 50€ della prima serie

Sulle banconote da 50, 100, 200 e 500 euro il valore nominale nell'angolo in basso a destra del retro è stampato con un inchiostro cangiante (o otticamente variabile), ossia che cambia colore a seconda dell'inclinazione. Osservando la banconota con angolazioni differenti, infatti, il colore delle cifre del valore nominale passa dal viola al marrone al verde oliva e viceversa. Se, inclinando la banconota, il colore del numero non varia, la banconota è palesemente falsa.
L'inchiostro cangiante è presente anche sui tagli più piccoli della nuova serie di banconote, introdotte a partire da maggio 2013.

### Cifra di controllo del numero di serie
Ciascuna banconota ha un proprio numero seriale. Ad ogni nazione emettitrice delle banconote euro è associata una cifra di controllo (vedi ultima colonna della tabella del paragrafo Codici di identificazione) che consente di verificare l'autenticità attraverso il seguente calcolo: si sommano le cifre del numero seriale fino ad ottenerne una sola (si calcola cioè la radice numerica del numero di serie), che sarà uguale alla cifra di controllo se la banconota è vera. Ad esempio, preso il numero seriale Z10708476264 (a cui corrisponde la cifra di controllo 9, poiché è associata al Belgio, identificato con la lettera Z), sommando ripetutamente le cifre si ottiene: 1 + 0 + 7 + 0 + 8 + 4 + 7 + 6 + 2 + 6 + 4 = 45; 4 + 5 = 9, pari proprio alla cifra di controllo. Inoltre si può sostituire la lettera con il codice ASCII corrispondente, 90 per la Z, ed effettuare lo stesso procedimento: la cifra finale ottenuta sarà pari alla cifra di controllo.
Esiste anche un metodo equivalente, che è il seguente: si sostituisce la lettera del numero seriale con un numero compreso tra 11 e 36 in base all'ordine crescente (quindi A=11, B=12, e così via, fino a Z=36), poi si toglie l'ultima cifra (che andrà a costituire la cifra di controllo) e si divide il numero ottenuto per 9; se la banconota è originale, la differenza tra 9 ed il resto della divisione sarà uguale alla cifra di controllo messa da parte in precedenza. Come esempio, prendendo il numero seriale esaminato in precedenza, si sostituisce Z con 36, e togliendo l'ultima cifra (in questo caso 4) si ottiene il numero 361070847626, che diviso per 9 fa 40118983069 col resto di 5; la differenza 9 - 5 fa 4, che è uguale alla cifra di controllo.

### Costellazione di EURione

Esempio di EURion constellation

Le banconote euro contengono sul loro sfondo un motivo noto col nome di EURion constellation (basato sul disegno formato dalla posizione delle stelle della costellazione di Orione), che viene impiegato per il riconoscimento delle banconote autentiche e per prevenirne la contraffazione.

### Filigrana

#### Filigrana standard
Ciascuna banconota viene stampata con una filigrana che raffigura un particolare dello stile architettonico presente su di essa ed il valore nominale. La filigrana è visibile ponendo la banconota in controluce.

#### Filigrana digitale
Come l'EURion constellation, per scoraggiare la contraffazione, nel disegno delle banconote è integrata anche una filigrana digitale. Le più recenti versioni dei programmi di fotoritocco come Adobe Photoshop rifiutano in automatico l'acquisizione dell'immagine della banconota dopo aver rilevato tale filigrana.

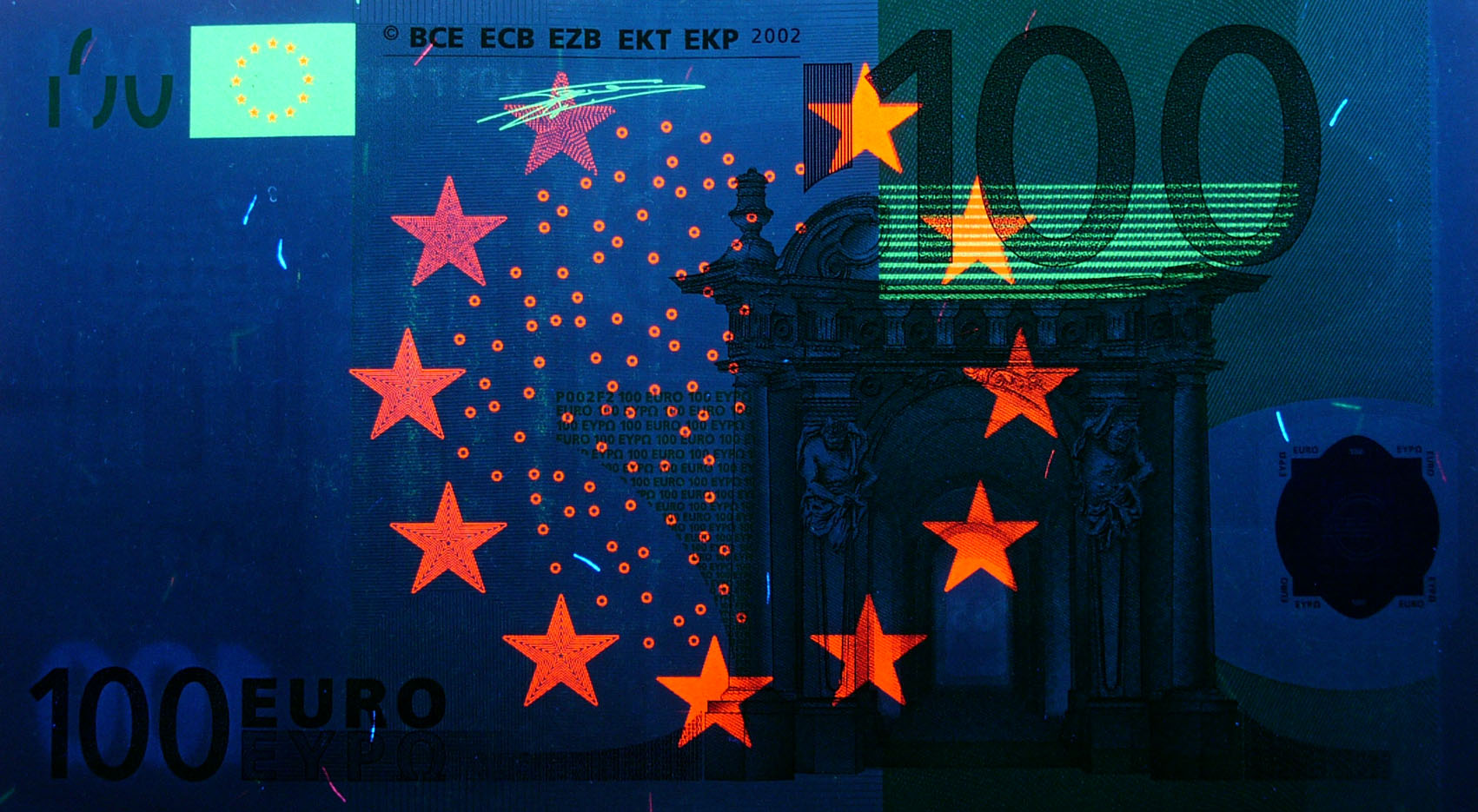
Una banconota da 100€ esposta ai raggi ultravioletti

#### Filigrane infrarosse e ultraviolette
Se esposte ai raggi infrarossi, le banconote originali mostrano aree più scure in zone differenti a seconda del valore nominale. Se esposte invece ai raggi ultravioletti, l'EURion constellation viene messa in risalto con un forte contrasto, così come alcune zone che appaiono fluorescenti.

### Inchiostro magnetico
Alcuni disegni della banconota utilizzano un inchiostro magnetizzato.

### Registro di stampa
In tutte le banconote della prima serie il valore nominale in alto a sinistra sul fronte è parzialmente stampato, ossia appare incompleto, e la sua controparte si trova in alto a destra sul retro. Per visualizzarlo correttamente, basta porre la banconota in controluce; se la banconota è autentica, le due parti combaceranno perfettamente, a differenza di quella falsa, in cui risulteranno non allineate.

### Stampe in rilievo
Alcune aree delle banconote sono impresse in rilievo per essere riconoscibili al tatto, tra cui le sigle "BCE ECB EZB EKT EKP" nella parte alta del fronte. Nella nuova serie di banconote le scritte in rilievo sono BCE, ECB, ЕЦБ, EZB, EKP, EKT, EKB, BĊE e EBC, e si trovano nella sinistra della banconota.

### Filo di sicurezza
Mettendo una banconota originale in controluce, si può notare una sottile banda magnetica scura che l'attraversa in mezzo. Tale banda, chiamata filo di sicurezza, reca al suo interno il valore nominale della banconota affiancato alla dicitura "euro" per le banconote della prima serie mentre nella serie europa la scritta è sostituita da "€".

### Codice a barre
Sempre in controluce sono visibili alcune barre metalliche a destra della filigrana. Il numero e la larghezza di queste barre indicano il valore della banconota. Se rilevate tramite scanner, le barre vengono convertite tramite la codifica Manchester.
| Banconota | Codice a barre | Codifica Manchester |
| --------- | -------------- | ------------------- |
| 5 €       | 0110 10        | 100                 |
| 10 €      | 0101 10        | 110                 |
| 20 €      | 1010 1010      | 0000                |
| 50 €      | 0110 1010      | 1000                |
| 100 €     | 0101 1010      | 1100                |
| 200 €     | 0101 0110      | 1110                |
| 500 €     | 0101 0101      | 1111                |

Nota bene: il codice va letto guardando il retro della banconota; una barra scura corrisponde a 1, una chiara a 0

## Codici di identificazione
Sul fronte e sul retro dell banconote in Euro sono presenti alcuni codici che identificano lo stampatore della banconota, e nelle banconote della prima serie anche il paese per cui era stata stampata (paesi che quindi possono essere non coincidenti).

### Prima serie (2002)
Per quanto riguarda le banconote della prima serie, sul fronte era presente un codice alfanumerico di 6 caratteri la cui prima lettera identificava lo stampatore, che era posizionato in punti diversi a seconda del taglio della banconota (tale codice era detto Plate number, e forniva inoltre informazioni sulla posizione della banconota nel foglio di stampa; è stato mantenuto anche nelle banconote della seconda serie ma posizionato costantemente in alto a destra, e con alcune variazioni nelle associazioni lettera-stampatore).
Lo stampatore era identificato dalla prima lettera di questo codice nel modo seguente:
| Codice | Stampatore                                     | Luogo                                |
| ------ | ---------------------------------------------- | ------------------------------------ |
| (A)    | Banca d'Inghilterra                            | Londra, Regno Unito                  |
| (B)    | Non usato                                      | —                                    |
| (C)    | AB Tumba Bruk                                  | Tumba, Svezia                        |
| D      | Setec Oy                                       | Vantaa, Finlandia                    |
| E      | F. C. Oberthur                                 | Chantepie, Francia                   |
| F      | Österreichische Banknoten und Sicherheitsdruck | Vienna, Austria                      |
| G      | Johan Enschedé & Zn.                           | Haarlem, Paesi Bassi                 |
| H      | De La Rue                                      | Gateshead, Regno Unito               |
| (I)    | Non usato                                      | —                                    |
| J      | Banca d'Italia                                 | Roma, Italia                         |
| K      | Banca Centrale d'Irlanda                       | Dublino, Irlanda                     |
| L      | Banca di Francia                               | Chamalières, Francia                 |
| M      | Fábrica Nacional de Moneda y Timbre            | Madrid, Spagna                       |
| N      | Banca di Grecia                                | Atene, Grecia                        |
| (O)    | Non usato                                      | —                                    |
| P      | Giesecke & Devrient                            | Monaco di Baviera e Lipsia, Germania |
| (Q)    | Non usato                                      | —                                    |
| R      | Bundesdruckerei                                | Berlino, Germania                    |
| (S)    | Banca Nazionale di Danimarca                   | Copenaghen, Danimarca                |
| T      | Banca Nazionale del Belgio                     | Bruxelles, Belgio                    |
| U      | Valora                                         | Carregado, Portogallo                |

Dal 2002, le banche centrali delle singole nazioni sono responsabili per la produzione di uno o due tagli specifici di banconote e selezionano quindi gli stampatori. Questo schema decentralizzato significa che ogni banca centrale deve scambiare i tagli prodotti in luoghi differenti prima dell'emissione.
Sul retro della banconota era invece riportato un codice di costituito da una lettera e 11 cifre, dove la lettera identifica la nazione della banca centrale di emissione; le cifre seguenti (sommate assieme finché non resta una sola cifra) forniscono un carattere di controllo, anch'esso specifico di una data nazione. Le lettere sono state assegnate in ordine decrescente (cioè a partire dalla Z), attribuendole inizialmente agli stati membri prima dell'entrata in vigore dell'euro, secondo l'ordine alfabetico con cui compaiono i loro nomi nella loro lingua ufficiale. L'assegnazione è poi proseguita allo stesso modo per tutti gli altri stati che hanno adottato l'euro dopo il 2002. I codici W, K e J sono stati riservati per gli stati membri dell'UE (prima degli allargamenti del 2004 e del 2007) che per il momento non hanno ancora adottato l'euro (ossia Regno Unito, Danimarca e Svezia), mentre il codice R è riservato per il Lussemburgo che, pur adottando l'euro, non stampa proprie banconote.
| Codice | Stato (in italiano) | Stato (nella lingua ufficiale)  | Controllo |
| ------ | ------------------- | ------------------------------- | --------- |
| Z      | Belgio              | België/Belgique/Belgien         | 9         |
| Y      | Grecia              | Ελλάδα [Ellada]                 | 1         |
| X      | Germania            | Deutschland                     | 2         |
| (W)    | Danimarca           | Danmark                         | (3)       |
| V      | Spagna              | España                          | 4         |
| U      | Francia             | France                          | 5         |
| T      | Irlanda             | Éire/Ireland                    | 6         |
| S      | Italia              | Italia                          | 7         |
| R      | Lussemburgo         | Luxembourg/Luxemburg/Lëtzebuerg | 8         |
| (Q)    | Non usato           | Non usato                       | Non usato |
| P      | Paesi Bassi         | Nederland                       | 1         |
| (O)    | Non usato           | Non usato                       | Non usato |
| N      | Austria             | Österreich                      | 3         |
| M      | Portogallo          | Portugal                        | 4         |
| L      | Finlandia           | Suomi/Finland                   | 5         |
| (K)    | Svezia              | Sverige                         | (6)       |
| (J)    | Regno Unito         | United Kingdom                  | (7)       |
| (I)    | Non usato           | Non usato                       | Non usato |
| H      | Slovenia            | Slovenija                       | 9         |
| G      | Cipro               | Κύπρος [Kypros]/Kıbrıs          | 1         |
| F      | Malta               | Malta                           | 2         |
| E      | Slovacchia          | Slovensko                       | 3         |
| D      | Estonia             | Eesti                           | 4         |
| C      | Lettonia            | Latvija                         | 5         |
| B      | Lituania            | Lietuva                         | 6         |
| (A)    | Non usato           | Non usato                       | Non usato |

### Serie Europa (dal 2013)
Il numero di serie riportato sul retro delle banconote della serie Europa si compone di un numero orizzontale stampato in nero e di un numero verticale stampato in un diverso colore.
Il numero orizzontale è formato da due lettere e dieci cifre: la prima lettera indica l'officina carte valori (cfr. l'elenco seguente); la seconda non ha un significato particolare e rende solo possibile generare più numeri di serie.
Quindi in questa serie non esiste più un codice identificativo nazionale, ma solo quello dello stampatore.
| Codice | Officina carte valori                                              | Luogo             | Stato       |
| ------ | ------------------------------------------------------------------ | ----------------- | ----------- |
| (A)    | Non assegnato                                                      | —                 | —           |
| (B)    | Non assegnato                                                      | —                 | —           |
| (C)    | Non assegnato                                                      | —                 | —           |
| D      | Polska Wytwórnia Papierów Wartościowych                            | Varsavia          | Polonia     |
| E      | Oberthur Fiduciaire                                                | Chantepie         | Francia     |
| F      | Oberthur Fiduciaire                                                | Sofia             | Bulgaria    |
| (G)    | Non assegnato                                                      | —                 | —           |
| H      | De La Rue                                                          | Loughton          | Regno Unito |
| (I)    | Non assegnato                                                      | —                 | —           |
| J      | De La Rue                                                          | Gateshead         | Regno Unito |
| (K)    | Non assegnato                                                      | —                 | —           |
| (L)    | Non assegnato                                                      | —                 | —           |
| M      | Valora                                                             | Carregado         | Portogallo  |
| N      | Österreichische Banknoten und Sicherheitsdruck                     | Vienna            | Austria     |
| (O)    | Non assegnato                                                      | —                 | —           |
| P      | Joh. Enschede Security Printing                                    | Haarlem           | Paesi Bassi |
| (Q)    | Non assegnato                                                      | —                 | —           |
| R      | Bundesdruckerei                                                    | Berlino           | Germania    |
| S      | Banca d'Italia                                                     | Roma              | Italia      |
| T      | Banc Ceannais na hÉireann / Central Bank of Ireland                | Dublino           | Irlanda     |
| U      | Banque de France                                                   | Chamalières       | Francia     |
| V      | Fábrica Nacional de Moneda y Timbre                                | Madrid            | Spagna      |
| W      | Giesecke+Devrient                                                  | Lipsia            | Germania    |
| X      | Giesecke+Devrient                                                  | Monaco di Baviera | Germania    |
| Y      | Banca di Grecia                                                    | Atene             | Grecia      |
| Z      | Banque Nationale de Belgique Nationale / Nationale Bank van België | Bruxelles         | Belgio      |

### Plate number (codice corto)
Sul fronte di ogni banconota, è presente un breve codice, detto anche "plate number" (dall'inglese: numero di targa); esso è costituito, nell'ordine, da una lettera, tre cifre, una lettera e una cifra. Nelle banconote della prima serie è inserito in elementi grafici che variano in base al taglio, come riportato di seguito:
- 5 €: sulla sinistra dell'area colorata, 1 cm sopra la O di EURO;
- 10 €: nella stella, in alto a destra rispetto alla O di EURO;
- 20 €: nella stella più a sinistra;
- 50 €: sopra l'ologramma;
- 100 €: all'inizio del testo compreso tra la finestra e le stelle;
- 200 €: sulla destra della stella in basso a sinistra, scritto in verticale;
- 500 €: nella stella più a sinistra.

In tutte le banconote della serie Europa, invece, il codice corto è sempre posizionato in alto a destra, scritto in verticale.

## Terminologia delle iniziali
| Iniziali | Significato                | Lingua     | Serie | Serie                                            |
| Iniziali | Significato                | Lingua     | 1ª    | 2ª                                               |
| -------- | -------------------------- | ---------- | ----- | ------------------------------------------------ |
| BCE      | Banque Centrale Européenne | Francese   | ✔ Sì  | ✔ Sì                                             |
| BCE      | Banc Ceannais Eorpach      | Irlandese  | ✔ Sì  | ✔ Sì                                             |
| BCE      | Banca Centrale Europea     | Italiano   | ✔ Sì  | ✔ Sì                                             |
| BCE      | Banco Central Europeu      | Portoghese | ✔ Sì  | ✔ Sì                                             |
| BCE      | Banca Centrală European    | Rumeno     | ✔ Sì  | ✔ Sì                                             |
| BCE      | Banco Central Europeo      | Spagnolo   | ✔ Sì  | ✔ Sì                                             |
| ECB      | Europská Centrální Banka   | Ceco       | ✔ Sì  | ✔ Sì                                             |
| ECB      | Den Europæiske Centralbank | Danese     | ✔ Sì  | ✔ Sì                                             |
| ECB      | European Central Bank      | Inglese    | ✔ Sì  | ✔ Sì                                             |
| ECB      | Eiropas Centrālā Banka     | Lettone    | ✔ Sì  | ✔ Sì                                             |
| ECB      | Europos Centrinis Bankas   | Lituano    | ✔ Sì  | ✔ Sì                                             |
| ECB      | Europese Centrale Bank     | Olandese   | ✔ Sì  | ✔ Sì                                             |
| ECB      | Európska Centrálna Banka   | Slovacco   | ✔ Sì  | ✔ Sì                                             |
| ECB      | Evropska Centralna Banka   | Sloveno    | ✔ Sì  | ✔ Sì                                             |
| ECB      | Europeiska Centralbanken   | Svedese    | ✔ Sì  | ✔ Sì                                             |
| ЕЦБ      | Европейска Централна Банка | Bulgaro    | ✘ No  | ✔ Sì                                             |
| EZB      | Europäische ZentralBank    | Tedesco    | ✔ Sì  | ✔ Sì                                             |
| EKP      | Euroopa Keskpank           | Estone     | ✔ Sì  | ✔ Sì                                             |
| EKP      | Euroopan KeskusPankki      | Finlandese | ✔ Sì  | ✔ Sì                                             |
| ΕΚΤ      | Ευρωπαϊκή Κεντρική Τράπεζα | Greco      | ✔ Sì  | ✔ Sì                                             |
| EKB      | Az Európai Központi Bank   | Ungherese  | ✘ No  | ✔ Sì                                             |
| BĊE      | Il-Bank Ċentrali Ewropew   | Maltese    | ✘ No  | ✔ Sì                                             |
| EBC      | Europejski Bank Centralny  | Polacco    | ✘ No  | ✔ Sì                                             |
| ESB      | Europska Središnja Banka   | Croato     | ✘ No  | ✘ No (5, 10 e 20 euro) ✔ Sì (50, 100 e 200 euro) |

## Presidenti della BCE
Fin dalla loro nascita, le banconote in euro hanno sempre riportato sul fronte la firma del Presidente della Banca Centrale Europea (BCE) in carica. Le prime banconote emesse riportavano così la firma di Wim Duisenberg, sostituita da quella del suo successore Jean-Claude Trichet, sostituita da quella di Mario Draghi (l'unica apposta su entrambe le serie) e infine da quella della quarta ed attuale Presidente della BCE, Christine Lagarde.
| Presidente                             | Presidente          | Operatività      | Operatività     | Firma                             | Serie                           | Serie | Inizio stampa banconote con rispettiva firma |
| Presidente                             | Presidente          | Inizio           | Fine            | Firma                             | 1ª                              | 2ª    | Inizio stampa banconote con rispettiva firma |
| -------------------------------------- | ------------------- | ---------------- | --------------- | --------------------------------- | ------------------------------- | ----- | -------------------------------------------- |
| Photo en buste de Wim Duisenberg.      | Wim Duisenberg      | 1º giugno 1998   | 31 ottobre 2003 | Signature de Wim Duisenberg.      | ✔ Sì                            | ✘ No  | 1º gennaio 2002                              |
| Photo de Jean-Claude Trichet.          | Jean-Claude Trichet | 1º novembre 2003 | 31 ottobre 2011 | Signature de Jean-Claude Trichet. | ✔ Sì                            | ✘ No  | novembre 2003                                |
| Photo de trois-quarts de Mario Draghi. | Mario Draghi        | 1º novembre 2011 | 31 ottobre 2019 | Signature de Mario Draghi.        | ✔ Sì (tranne sul taglio da 5 €) | ✔ Sì  | marzo 2012                                   |
| Foto di Christine Lagarde.             | Christine Lagarde   | 1º novembre 2019 | in carica       | Firma di Christine Lagarde.       | ✘ No                            | ✔ Si  | luglio 2020                                  |

## Contraffazione
I dati relativi alla circolazione di banconote in euro false fornite dalla BCE aggiornati al primo semestre 2018, sono i seguenti:
| Periodo          | Numero di banconote false |
| ---------------- | ------------------------- |
| I Semestre 2012  | 251 000                   |
| II Semestre 2012 | 280 000                   |
| I Semestre 2013  | 317 000                   |
| II Semestre 2013 | 353 000                   |
| I Semestre 2014  | 331 000                   |
| II Semestre 2014 | 507 000                   |
| I Semestre 2015  | 454 000                   |
| II Semestre 2015 | 445 000                   |
| I Semestre 2016  | 331 000                   |
| II Semestre 2016 | 353 000                   |
| I Semestre 2017  | 331 000                   |
| II Semestre 2017 | 363 000                   |
| I Semestre 2018  | 301 000                   |

| Valore | % sul totale I semestre 2015 | % sul totale II semestre 2015 | % sul totale I semestre 2016 | % sul totale II semestre 2016 | % sul totale I semestre 2017 | % sul totale II semestre 2017 | % sul totale I semestre 2018 |
| ------ | ---------------------------- | ----------------------------- | ---------------------------- | ----------------------------- | ---------------------------- | ----------------------------- | ---------------------------- |
| 5 €    | 1,5%                         | 1,1%                          | 1,1%                         | 0,8%                          | 1,0%                         | 1,0%                          | 1,2%                         |
| 10 €   | 2,4%                         | 3,0%                          | 4,8%                         | 3,7%                          | 2,4%                         | 1,8%                          | 1,9%                         |
| 20 €   | 54,7%                        | 46,2%                         | 31,6%                        | 37,8%                         | 36,9%                        | 35,2%                         | 23,8%                        |
| 50 €   | 31,3%                        | 37,1%                         | 48,2%                        | 42,5%                         | 47,6%                        | 52,5%                         | 59,3%                        |
| 100 €  | 8,5%                         | 10,1%                         | 11,1%                        | 9,7%                          | 9,0%                         | 6,5%                          | 10,9%                        |
| 200 €  | 1,1%                         | 1,2%                          | 2,0%                         | 0,6%                          | 1,6%                         | 0,8%                          | 0,8%                         |
| 500 €  | 0,5%                         | 1,3%                          | 1,2%                         | 4,9%                          | 1,5%                         | 2,2%                          | 2,1%                         |

## Spostamenti delle banconote
In seguito agli scambi commerciali e turistici, le eurobanconote si muovono attraverso il continente europeo e in tutto il mondo. Per ricostruire questi spostamenti, è nato il sito web EuroBillTracker, gestito da un'associazione non-profit e disponibile in molte delle lingue ufficiali dell'Unione europea, e, con la recente introduzione dell'estone, di tutti i paesi dell'Eurozona (escluse alcune minoranze linguistiche). È disponibile anche in esperanto e in catalano.
Dagli studi di carattere statistico operati da EuroBillTracker, è risultato come nelle grandi città le banconote tendano molto rapidamente ad allontanarsi da un punto di partenza fissato, mentre nei piccoli paesi esse restino a girare sempre fra le stesse persone per mesi e mesi. È inoltre emerso come la vita media di un biglietto sia direttamente proporzionale al taglio: le banconote di piccolo taglio tendono a rovinarsi più rapidamente di quelle di grosso taglio; è probabile che questo fenomeno sia dovuto al fatto che i piccoli tagli passano più rapidamente di mano in mano attraverso i resti, ma la causa potrebbe anche essere differente.
Questi studi hanno naturalmente un valore statistico e si adattano solo a grandi quantità di banconote, non al singolo pezzo.

## Banconota da 0 euro
Nel 2017 la Germania ha emesso una banconota da 0 (zero) euro del tipo Souvenir, su autorizzazione della Banca Centrale Europea. La banconota ha tutte le caratteristiche di quelle in corso, compresi i sistemi di sicurezza, ma non ha alcun valore di denaro contante. Ciononostante - avendo comunque costi di produzione - la banconota è stata venduta al prezzo di 2,50 euro, e i 5.000 pezzi iniziali (ma poi ristampati) sono stati acquistati in pochi giorni da curiosi e collezionisti. Questa banconota rendeva omaggio alla città tedesca di Kiel, illustrando la nave Gorch Fock II ospitata proprio in un museo della città; mentre sul lato opposto compaiono alcuni dei più importanti monumenti europei.
In seguito sono state prodotte moltissime altre analoghe banconote da 0 euro, a fini collezionistici, che presentano un retro comune e raffigurano al fronte personaggi famosi o luoghi di rilevanza turistica, spesso al fine di commemorare anniversari o eventi storici. Tutte le banconote sono numerate e stampate in tiratura limitata.